# Bayandalay
Bayandalay (mongoliska: Баяндалай Сум, Баяндалай, Bayandalay Sum) är ett distrikt i Mongoliet.   Det ligger i provinsen Ömnögobi, i den centrala delen av landet, 600 km sydväst om huvudstaden Ulaanbaatar.